# Diario de Arousa
Diario de Arousa és un diari gallec, aparegut l'any 2000, que es publica a Vilagarcía de Arousa (Pontevedra) editat pel grup Editorial La Capital que també edita en l'actualitat, entre d'altres, els diaris El Ideal Gallego, DxT Campeón, Diario de Bergantiños o Diario de Ferrol. És un diari de caràcter eminentment local, centrat en la Ria d'Arousa, la comarca de O Salnés i la comarca de A Barbanza.